# Monostroma
Monostroma ist eine Gattung der Grünalgen aus der Klasse der Ulvophyceae. Ihr Thallus ist immer blattförmig.

## Beschreibung
Wie auch bei einigen anderen Gattungen der Ulotrichales gehört zum Lebenszyklus von Monostroma ein diploides Stadium, die Codiolum-Phase. Der Lebenszyklus von Monostroma-Algen wechselt also zwischen Haploidie und Diploidie.
Der makroskopische haploide Gametophyt bildet ein dünnes Blatt. Dieses kann durch rhizoidale Auswüchse an einem Substrat befestigt sein oder frei schwimmen. Der Thallus ist immer eine Zelle dick (also monostromatisch), außer in der Umgebung des Haftorgans. Die Zellen haben einen einzelnen Zellkern, sind eckig oder abgerundet und stehen in Vierergruppen zusammen oder sind durch Schleim getrennt. Die asexuelle Fortpflanzung findet durch viergeißelige Zoosporen statt, die sexuelle Fortpflanzung durch zweigeißelige Gameten. In der Codiolum-Phase ist der Sporophyt dickwandig, einzellig und durch einen Stängel am Substrat befestigt.

## Vorkommen und Systematik

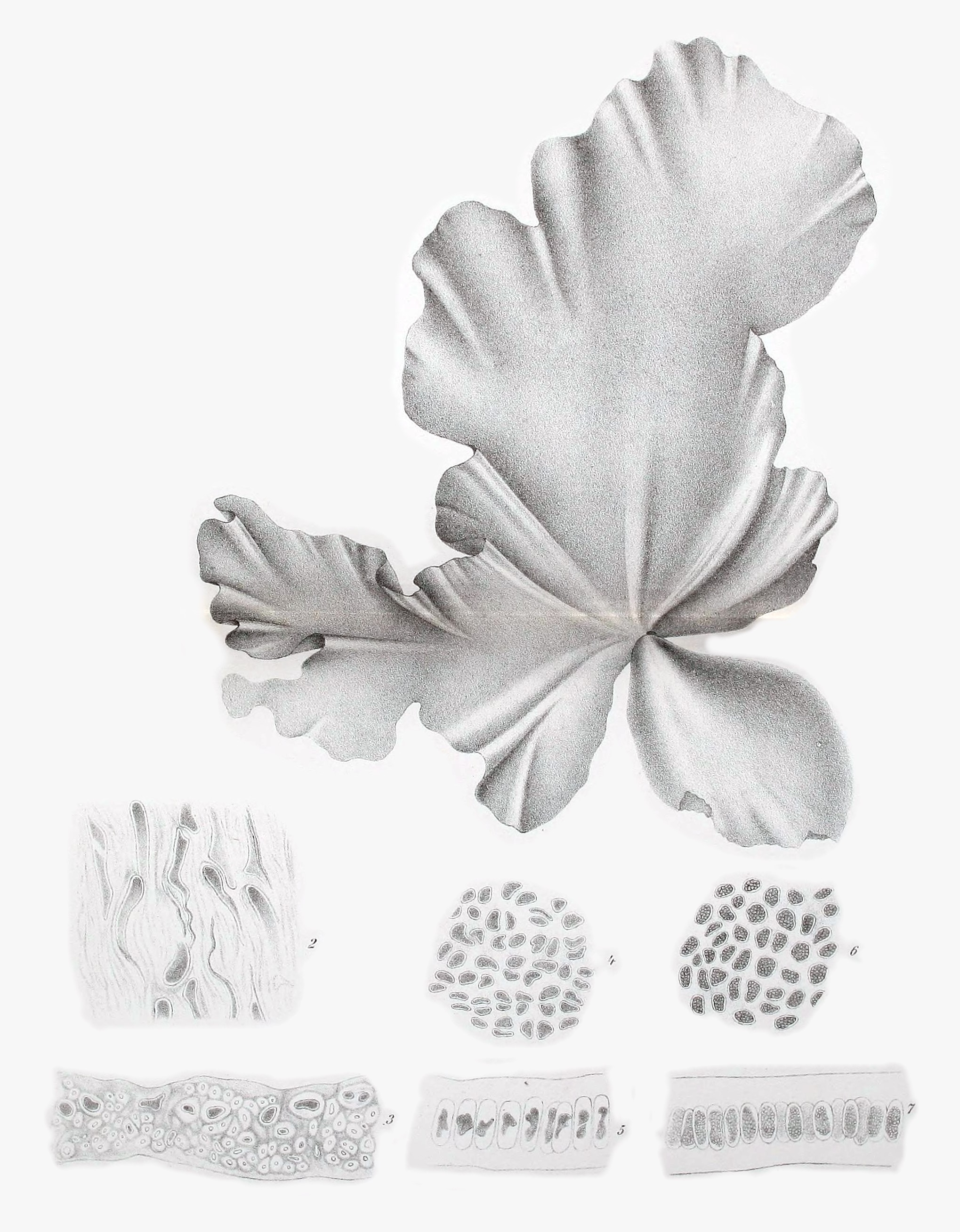
Monostroma angicava

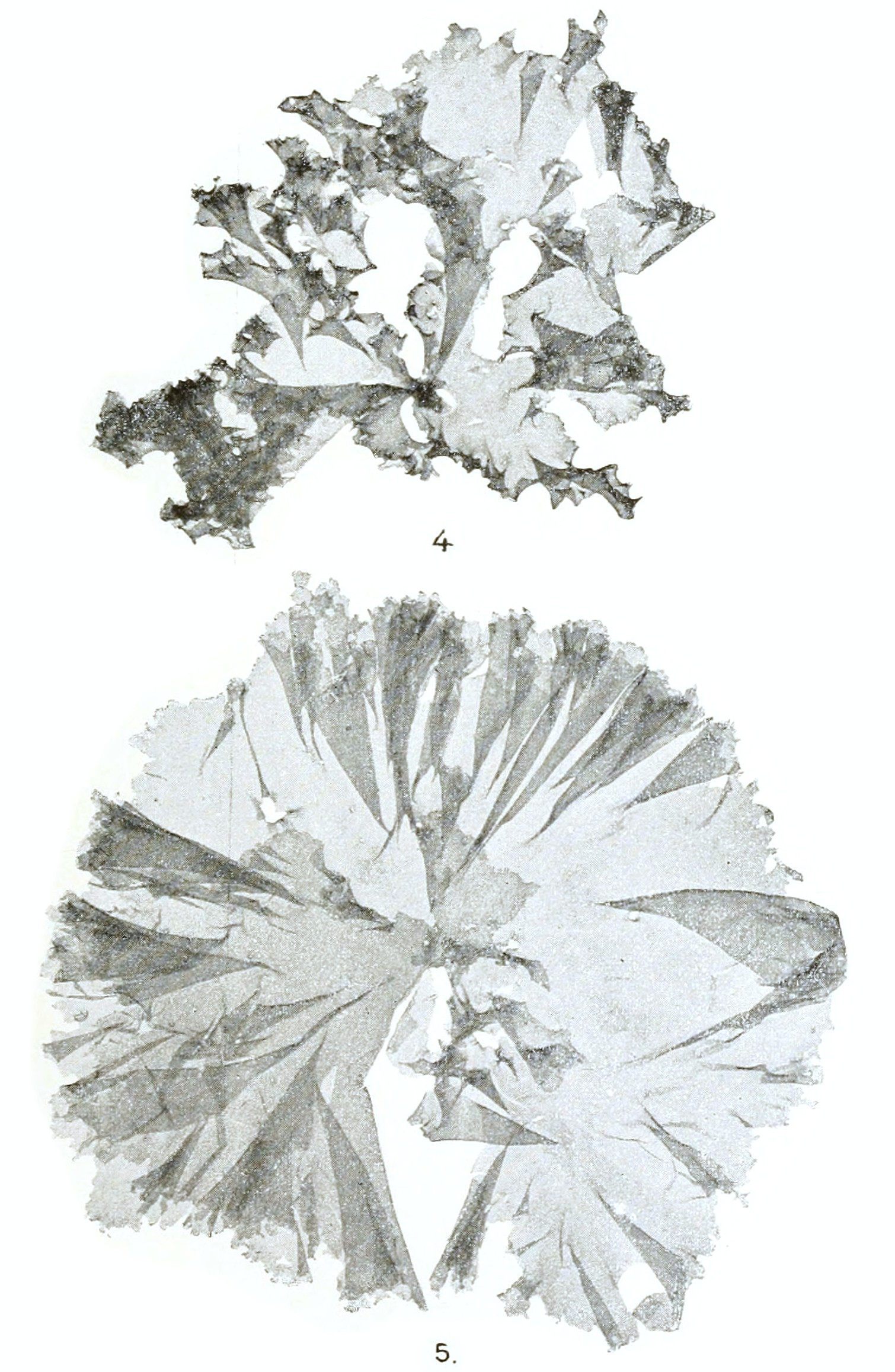
Monostroma nitidum

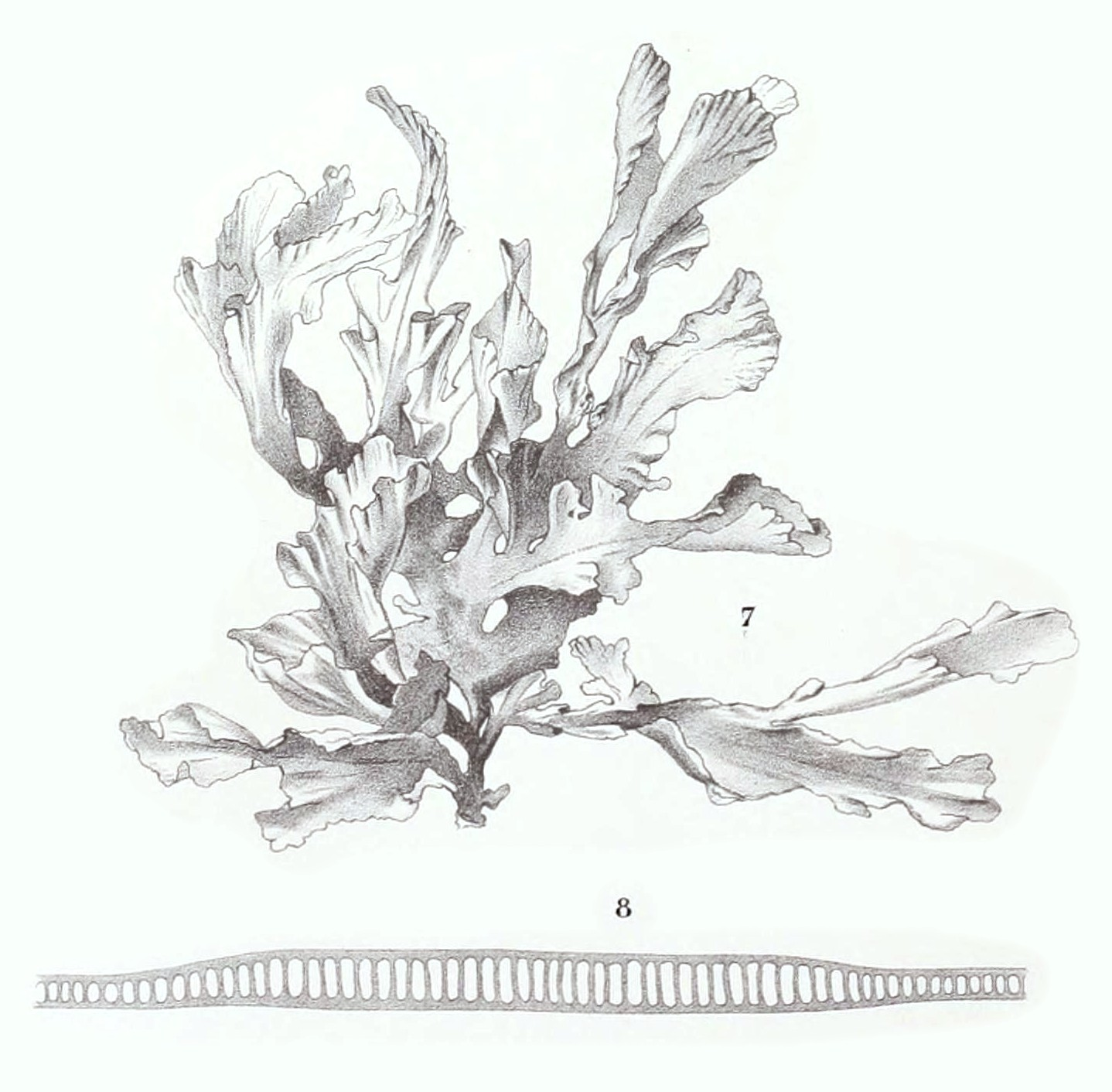
Monostroma sandei

Die Gattung Monostroma ist weltweit verbreitet und kommt sowohl in Süßwasser als auch in Salz- und Brackwasser vor. Der natürliche Lebensraum sind üblicherweise Felsen im Gezeitenbereich subtropischer bis gemäßigter Ökosysteme, wobei die meisten Vorkommen aus Skandinavien und dem Westpazifik berichtet wurden.
Die Gattung umfasst 30 Arten:
- Monostroma alitorale T.Tanaka & K.Nozawa
- Monostroma amorphum Collins: in den USA[7]
- Monostroma angicava Kjellman
- Monostroma antarcticum V.J.Chapman
- Monostroma balticum Wittrock
- Monostroma bullosum (Roth) Thuret: Süßwasser, in Spanien[8] und weiteren europäischen Ländern sowie Australien, Iran, Russland und USA[9]
- Monostroma crassidermum Tokida
- Monostroma crassissimum Iwamoto
- Monostroma crassiusculum Kjellman
- Monostroma dactyliferum W.R.Taylor
- Monostroma ecuadoreanum W.R.Taylor
- Monostroma expansum G.S.West: in Australien[7]
- Monostroma fisheri Borge: in fließendem Süßwasser des arktischen Teils von Russland[9]
- Monostroma fractum C.-C.Jao
- Monostroma grevillei (Thuret) Wittrock: unter anderem bei Helgoland[10]
- Monostroma hariotii Gain
- Monostroma latissimum Wittrock: in Süß- oder Brackwasser in Großbritannien, Japan, USA und Kanada, aber auch in Meerwasser[11]
- Monostroma lindaueri V.J.Chapman
- Monostroma lubricum Kjellman
- Monostroma membranaceum West & G.S.West: in Spanien,[8] Großbritannien, Argentinien, Australien und Neuseeland[9]
- Monostroma moorei V.J.Chapman
- Monostroma mundum Kjellman
- Monostroma nitidum Wittrock
- Monostroma ochotensis Nagai
- Monostroma pacificum V.J.Chapman
- Monostroma parvulum P.Crouan & H.Crouan
- Monostroma parvum V.J.Chapman
- Monostroma quaternarium (Kützing) Desmazières: in Italien, Portugal, Indien, China, USA, Peru und Argentinien[11]
- Monostroma saccodeum Kjellman
- Monostroma sandei Weber-van Bosse
- Monostroma tubulosum L.Luan & R.Ding

## Verwendung und Anbau

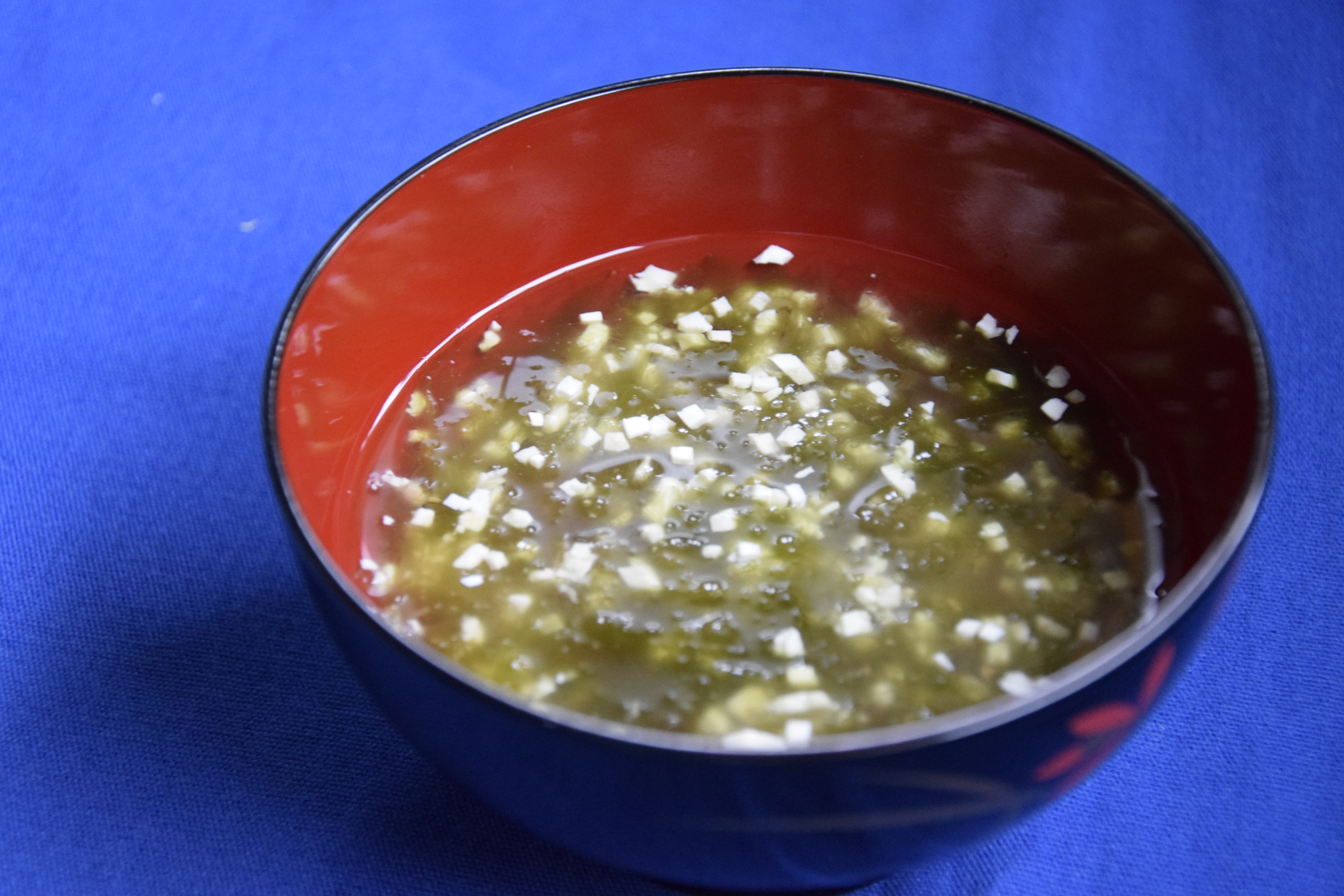
Monostroma-Suppe aus Okinawa (Japan)

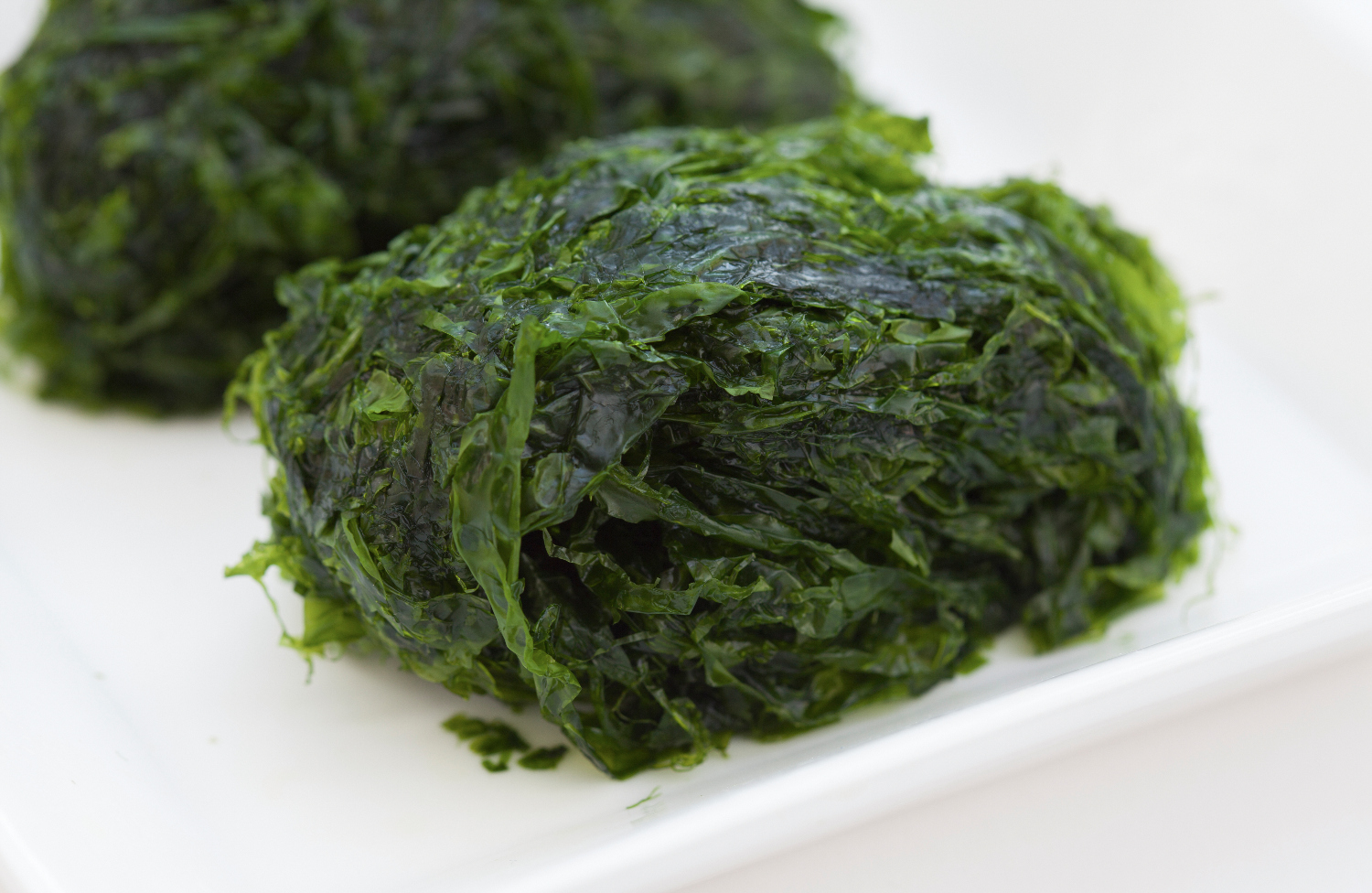
Monostroma (파래) in der koreanischen Küche

Monostroma-Arten werden vor allem in Japan, China, Korea, Südaustralien, Neuseeland und Südamerika als Lebensmittel verzehrt, unter anderem als Zutat in Salaten, Suppen, Marmeladen und Gewürzen. Getrocknetes Monostroma enthält etwa 20 % Proteine, 1 % Lipide und 64 % Kohlenhydrate sowie Mineralien und Vitamine. Monostroma-Algen wird ein gesundheitsförderndes Potenzial zugeschrieben, allerdings wurden bislang nur relativ wenige klinische Studien dazu durchgeführt.
Auf Japanisch werden die essbaren Monostroma-Algen als hitoegusa bezeichnet, zusammen mit anderen Grünalgen auch als Aonori. Kommerziell erhältliches Aonori besteht zu 90 % aus Monostroma latissimum. Monostroma latissimum und Monostroma nitidum sind die wichtigsten Grünalgen im japanischen Handel und machen zusammen etwa 90 % des Grünalgenanbaus aus. Insgesamt werden in Japan etwa 2500 Tonnen (Trockengewicht) Monostroma jährlich produziert. Mit einem Preis von etwa 30 US-Dollar pro Kilogramm hat Monostroma latissimum den höchsten Handelswert aller angebauten Seetang-Arten. Die geernteten Monostroma-Algen werden in der japanischen Küche auf verschiedene Weisen weiterverarbeitet: Zu Blättern (hoshi-nori) getrocknet werden sie als äußere Hülle von Sushi verwendet, sie sind aber auch in gerösteter (yaki-nori) oder gewürzter Form (ajitsuke-nori) beliebt. Monostroma kann auch durch das Kochen in Sojasauce konserviert werden; Nori-tsukudani (mit Sojasauce und süßem Reiswein zu einer Art Marmelade eingekochte Meeresalgen, auch tsukudani-nori genannt) wird meist aus Monostroma-Arten hergestellt.
Auf Koreanisch ist Monostroma als parae (파래) bekannt und wird in der koreanischen Küche beispielsweise als Namul verwendet. Monostroma nitidum wird überwiegend in Korea angebaut; 2019 lag die Ernte bei 6321 Tonnen Nassgewicht.
Auf Taiwan wird Monostroma für eine Suppe mit Eiern und Frühlingszwiebeln sowie für „Meeresgemüse-Marmelade“ (Hai-Tsai Jam) verwendet.

## Forschungsgeschichte
Erstbeschrieben wurde die Gattung Monostroma durch Gustave Adolphe Thuret im Jahr 1854. Der Lektotypus ist die Art Monostroma bullosum.
Die beiden Arten Monostroma latissimum und Monostroma nitidum sind ein Beispiel für sympatrische Artbildung.